# Systella
Systella is een geslacht van rechtvleugeligen uit de familie Trigonopterygidae. De wetenschappelijke naam van dit geslacht is voor het eerst geldig gepubliceerd in 1841 door Westwood.

## Soorten
Het geslacht Systella omvat de volgende soorten:
- Systella annandalei Bolívar, 1905
- Systella bolivari Willemse, 1928
- Systella borneensis Willemse, 1930
- Systella dusmeti Bolívar, 1905
- Systella gestroi Bolívar, 1905
- Systella philippensis Walker, 1870
- Systella platyptera Haan, 1842
- Systella rafflesii Westwood, 1841
- Systella sarawakensis Willemse, 1930